# 鄭伊衡
鄭 伊衡（チョン・イヒョン、정이형、1897年 - 1956年）は、韓国の独立運動家。本名は元欽、号は双公。本貫は河東鄭氏、平安北道義州郡出身。
1922年満洲で亡命して大韓通義府に参加し、1924年に正義府指令副官で武装抗日闘争を展開した。1926年に高麗革命党を結成して、委員に選任されて活躍した。
1927年にハルビン市で日本警察に捕まって、1945年の解放まで19年間の獄苦を経験した。解放以後左右合作運動のために努力し、親日派処罰法制定に先に立った。1956年に心臓病で死去。1963年に建国勲章独立章が追贈された。